# Zwarte neushoornvogel
De zwarte neushoornvogel (Anthracoceros malayanus) is een neushoornvogel die voorkomt in Zuidoost-Azië. De vogel werd in 1822 door  Thomas Stamford Raffles geldig beschreven.

## Beschrijving

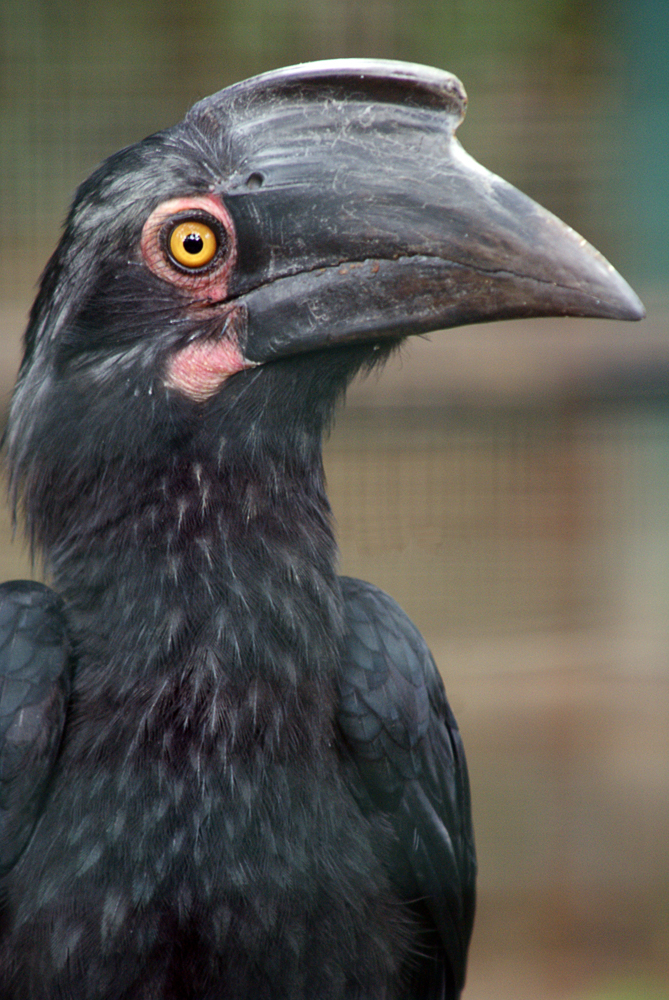
Vrouwtje (foto uit vogelpark in Singapore)

De zwarte neushoornvogel is 75 cm lang; een middelgrote, overwegend zwarte neushoornvogel. De onderkant van de staart is zwart met een brede witte band en de middelste staartpennen zijn zwart. In vlucht heeft de vogel geheel zwarte vleugels. De zwarte neushoornvogel onderscheidt zich van de bonte neushoornvogel door de ongevlekte snavel, die bij het mannetje overwegend wit is en bij het vrouwtje vaak geheel donker; de buik en de vleugels zijn zwart.

## Verspreiding en leefgebied
De zwarte neushoornvogel komt voor in Thailand, het schiereiland Malakka, Sabah, Brunei, Sarawak, Kalimantan en Sumatra. Het leefgebied van de zwarte neushoornvogel is tropisch laaglandregenwoud en secundair bos op een hoogte onder de 200 m boven de zeespiegel. Het is een schaars voorkomende vogel die in Thailand reeds door aantasting van het leefgebied bedreigd wordt met uitsterven. Op Borneo daarentegen wordt de zwarte neushoornvogel juist vaker dan de bonte neushoornvogel aangetroffen in heuvellandbos in het binnenland waar hij in geschikt habitat algemeen is.

## Status
De populaties van de zwarte neushoornvogel hebben te lijden door houtkap, de omzetting van oerwoud in landbouw- en woongebied (oliepalmplantages, tuinen, huizen) en de versnippering van het leefgebied door de toenemende bevolkingsdruk. Daarom staat deze vogel als kwetsbaar op de internationale rode lijst.